# Machilus duthiei
Machilus duthiei là loài thực vật có hoa trong họ Nguyệt quế. Loài này được King miêu tả khoa học đầu tiên năm 1890.